# 김옥현 (1888년)
김옥현(金玉鉉, 1888년 ~ ?)은 통감부 시절부터 관리로 재직한 일제강점기의 지방행정 관료이다.

## 생애
대한제국 말기인 1908년에 통감부의 통신관리국에서 통신사무원으로 근무하기 사작했다. 같은 해 청주금융조합의 통역 촉탁을 맡기도 했다. 1909년에는 대한제국 관리인 군주사에 임명되어 충청북도 진천군에 발령받았다.
1910년에 한일 병합 조약이 체결되면서 조선총독부 군서기로 임명되었다. 이후 충청북도 회인군, 청주군 등에서 약 13년 동안 근무하다가, 1923년에 총독부 군수로 승진 발탁되면서 고등관 8등으로 충북 음성군 군수에 임명되었다.
음성군수를 시작으로 1926년에는 보은군, 1927년에는 제천군, 1929년에는 괴산군 군수에 차례로 임명되어 약 12년 동안 충북 지역에서 총독부 군수로 재직했다. 1935년에 퇴관하고 조선총독부의 농촌 지도에 대한 사무에 촉탁으로 근무했다. 1930년에 훈6등 서보장을 수여받는 등 1933년을 기준으로 정6위 훈6등에 서위되어 있었다.
2008년 공개된 민족문제연구소의 친일인명사전 수록예정자 명단 중 관료 부문에 포함되었다.

## 참고자료
- 김옥현(金玉鉉) - 국사편찬위원회